# Kopanka (województwo łódzkie)
Kopanka – wieś w Polsce położona w województwie łódzkim, w powiecie łódzkim wschodnim, w gminie Nowosolna, na terenie Parku Krajobrazowego Wzniesień Łódzkich. W 2021 we wsi mieszkało 632 osób.
W latach 1975–1998 miejscowość położona była w ówczesnym województwie łódzkim.

## ROD „Kopanka”
Od 1984 na terenie miejscowości funkcjonuje Rodzinny Ogród Działkowy „Kopanka” należący do Polskiego Związku Działkowców. Początek jego powstania związany jest z powstałym w 1980 Komitetem założycielski przy Centralnym Biurze Technicznym Przemysłu Papierniczego w Łodzi. Efektem prac Komitetu była umowa patronacka z Zarządem Wojewódzkim Polskiego Związku Działkowców podpisana 10 marca 1980. Cztery lata później, 7 stycznia 1984 gmina Nowosolna przekazała tereny o powierzchni ponad 11 ha pod ogrody działkowe.